# Commonwealth Games 2010/Netball

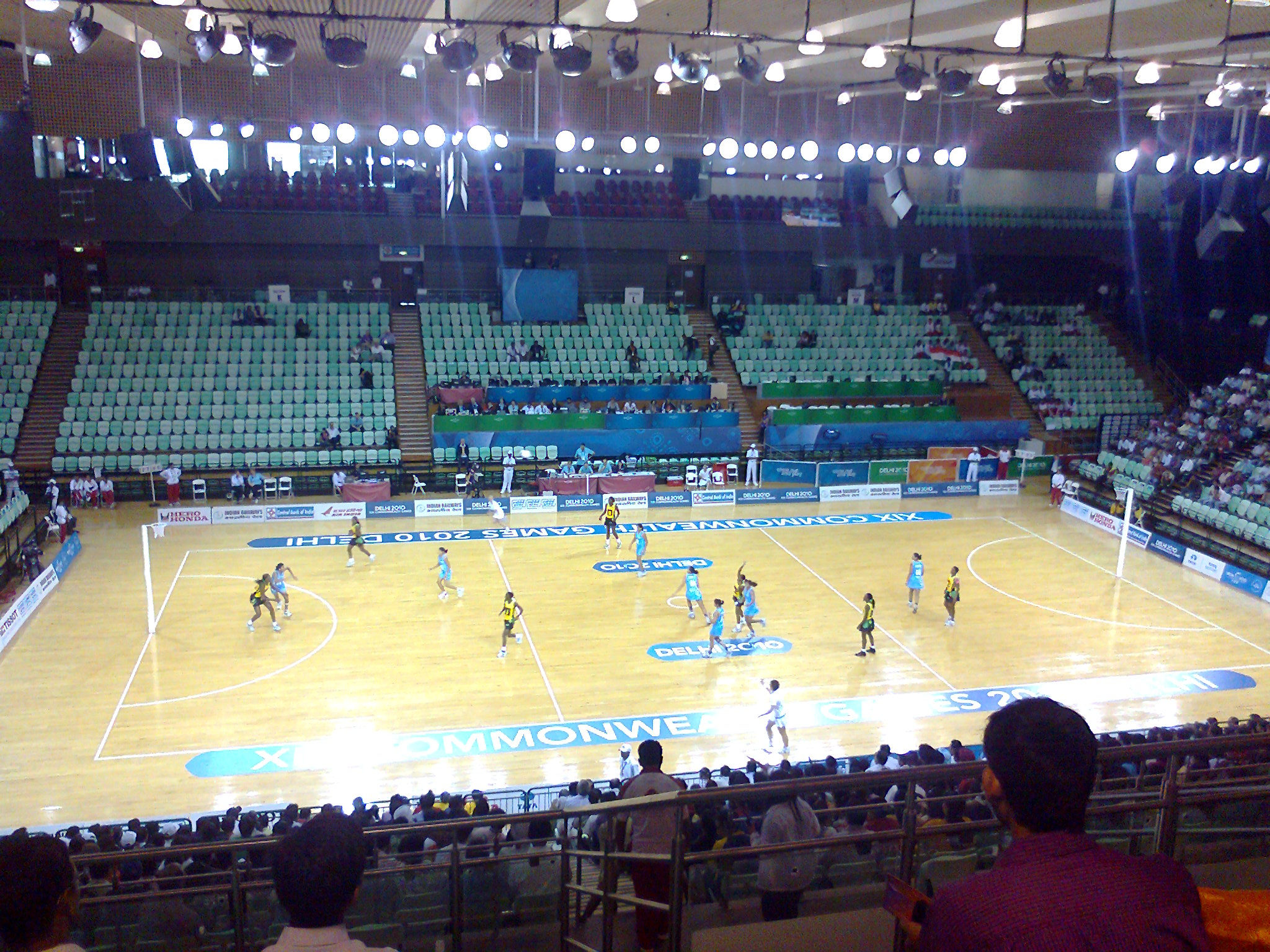
Spielszene aus dem Vorrundenspiel Jamaika gegen Indien

Bei den Commonwealth Games 2010 in Neu-Delhi fand der Netball-Wettbewerb der Frauen vom 4. bis 14. Oktober statt.
Austragungsort war der Thyagaraj Sports Complex.

## Vorrunde

### Gruppe A
| Australien – Samoa               |  | 76:39  |
| Jamaika – Trinidad und Tobago    |  | 75:36  |
| Jamaika – Malawi                 |  | 71:48  |
| Australien – Indien              |  | 113:18 |
| Malawi – Indien                  |  | 82:26  |
| Samoa – Trinidad und Tobago      |  | 51:52  |
| Trinidad und Tobago – Indien     |  | 77:26  |
| Australien – Jamaika             |  | 60:46  |
| Samoa – Jamaika                  |  | 46:70  |
| Malawi – Australien              |  | 35:74  |
| Trinidad und Tobago – Malawi     |  | 50:61  |
| Indien – Samoa                   |  | 26:69  |
| Jamaika – Indien                 |  | 100:27 |
| Malawi – Samoa                   |  | 67:41  |
| Australien – Trinidad und Tobago |  | 62:34  |

### Gruppe B
| Papua-Neuguinea – Neuseeland |  | 21:102 |
| England – Barbados           |  | 81:20  |
| Südafrika – England          |  | 36:54  |
| Neuseeland – Cookinseln      |  | 87:24  |
| Cookinseln – Barbados        |  | 46:60  |
| Papua-Neuguinea – Südafrika  |  | 46:60  |
| Neuseeland – England         |  | 47:41  |
| Barbados – Papua-Neuguinea   |  | 61:55  |
| Südafrika – Neuseeland       |  | 29:70  |
| England – Cookinseln         |  | 81:33  |
| Barbados – Südafrika         |  | 43:59  |
| Cookinseln – Papua-Neuguinea |  | 60:58  |
| England – Papua-Neuguinea    |  | 89:31  |
| Neuseeland – Barbados        |  | 97:22  |
| Südafrika – Cookinseln       |  | 73:40  |

## Finalrunde

### Spiel um Platz 11
| Indien – Papua-Neuguinea |  | 41:78 |

### Spiel um Platz 9
| Samoa – Cookinseln |  | 68:43 |

### Spiel um Platz 7
| Trinidad und Tobago – Barbados |  | 59:60 |

### Spiel um Platz 5
| Malawi – Südafrika |  | 59:47 |

### Halbfinale
| Australien – England |  | 51:45 |
| Jamaika – Neuseeland |  | 43:59 |

### Spiel um Bronzemedaille
| England – Jamaika |  | 70:47 |

### Finale
| Australien – Neuseeland |  | 64:66 |

## Medaillengewinner
| Platz | Land       | Spielerinnen |
| ----- | ---------- | --- |
| 1     | Neuseeland | Liana Leota, Leana de Bruin, Temepara George, Katrina Grant, Joline Henry, Laura Langman, Grace Rasmussen, Anna Scarlett, Maria Tutaia, Irene van Dyk, Casey Williams, Daneka Wipiiti        |
| 2     | Australien | Rebecca Bulley, Catherine Cox, Laura Geitz, Susan Fuhrmann, Mo’onia Gerrard, Kimberlee Green, Renae Hallinan, Sharelle McMahon, Natalie Medhurst, Lauren Nourse, Susan Pratley, Natalie Bode |
| 3     | England    | Karen Atkinson, Sara Bayman, Eboni Beckford-Chambers, Louisa Brownfield, Jade Clarke, Pamela Cookey, Rachel Dunn, Stacey Francis, Tamsin Greenway, Jo Harten, Geva Mentor, Sonia Mkoloma     |